# Serviço de Informações Estratégicas de Defesa
Le SIED (Serviço de Informações Estratégicas de Defesa, français : Service d'informations stratégiques de défense) est un service de renseignement portugais.